# Selenotoca
Selenotoca is een geslacht van straalvinnige vissen uit de familie van argusvissen (Scatophagidae).

## Soorten
- Selenotoca multifasciatus (Richardson, 1846)
- Selenotoca papuensis Fraser-Brunner, 1938